# Ян Гамачек
Ян Гамачек (4 листопада 1978, Млада-Болеслав, Середньочеський край) — чеський політик, Перший віцепрем'єр та міністр внутрішніх справ (2018—2021). Виконував обов'язки міністра закордонних справ Чехії (2018—2021).

## Життєпис
Народився 4 листопада 1978 року в Млада-Болеславі. Навчався на філософському факультеті Карлового університету.
Політичну кар'єру розпочав у молодіжній організації ЧСДП «Молоді соціальні демократи». У 2002—2006 роках обіймав посаду голови організації. У 2006—2008 роках перебував на посаді віце-президента IUSY.
На парламентських виборах 2006 року був обраний депутатом парламента. У грудні 2012 року був обраний одним із заступників голови Палати депутатів Парламенту Чеської Республіки.
На дострокових парламентських виборах, що відбулися у жовтні 2013 року, був обраний депутатом парламенту. У листопаді 2013 року був обраний головою Палати депутатів Парламенту Чеської Республіки.
На партійному з'їзді ЧСДП у лютому 2018 року був обраний головою партії та ініціював переговори з Андрієм Бабішем та рухом ANO 2011 щодо створення коаліційного уряду. У червні Ян Гамачек став першим віцепрем'єром уряду, міністром внутрішніх справ та тимчасовим виконувачем обов'язків міністра закордонних справ Чехії.
У березні 2020 року очолив Центральний кризовий штаб Чеської республіки, який був створений внаслідок початку пандемії COVID-19.
На партійному з'їзді ЧСДП у квітні 2021 року був обраний головою партії, після чого попросив президента Чехії Мілоша Земана відправити свого супротивника, міністра закордонних справ Томаша Петршичека у відставку. Гамачек планував, що новим міністром стане Любомир Заоралек, однак той відмовився та залишився міністром культури Чехії. До призначення нового міністра закордонних справ Якуба Кульганека, Гамачек виконував обов'язки міністра.
Після поразки партії на парламентських виборах у жовтні 2021 року, оголосив, що 25 жовтня залишить посаду голови партії.